# Ная, Каролина
Кароли́на Эльжбе́та На́я (пол. Karolina Elżbieta Naja; род. 5 февраля 1990, Тыхы) — польская гребчиха-байдарочница, выступает за сборную Польши с 2010 года. 4-кратный призёр Олимпийских игр, чемпионка мира, четырёхкратная чемпионка Европы, бронзовый призёр Европейских игр в Баку, победительница многих регат национального и международного значения.

## Биография
Каролина Ная родилась 5 февраля 1990 года в городе Тыхы Силезского воеводства. Активно заниматься греблей начала с раннего детства, проходила подготовку в Гожуве-Велькопольском, состояла в местном спортивном клубе.
Первого серьёзного успеха на взрослом международном уровне добилась в 2010 году, когда попала в основной состав польской национальной сборной и выступила на домашнем чемпионате мира в Познани, откуда привезла награду бронзового достоинства, выигранную в зачёте четырёхместных байдарок на дистанции 500 метров. Год спустя на аналогичных соревнованиях в венгерском Сегеде получила серебро в эстафете 4 × 200 метров и бронзу в программе байдарок-двоек на дистанции 200 метров.
В 2012 году на чемпионате Европы в хорватском Загребе Ная заняла третье место в двойках на пятистах метрах и одержала победу в двойках на тысяче метрах. Благодаря череде удачных выступлений удостоилась права защищать честь страны на летних Олимпийских играх в Лондоне — вместе с напарницей Беатой Миколайчик завоевала в двойках на пятистах метрах бронзовую медаль, уступив в финале только экипажам из Германии и Венгрии. В четвёрках на пятистах метрах тоже добралась до финальной стадии, но в решающем заезде показала лишь четвёртый результат, немного не дотянув до призовых позиций.
После лондонской Олимпиады Каролина Ная осталась в основном составе польской национальной сборной и продолжила принимать участие в крупнейших международных регатах. Так, в 2013 году она выступила на чемпионате Европы в португальском городе Монтемор-у-Велью, где трижды поднималась на пьедестал почёта, в том числе заняла второе место в двухсотметровой гонке двоек, а также стала победительницей в двойках на дистанциях 500 и 1000 метров. Кроме того, в этом сезоне трижды попадала в число призёров на чемпионате мира в немецком Дуйсбурге: получила серебро в эстафете, ещё одно серебро в двойках на двухстах метрах и бронзу в двойках на пятистах метрах. В следующем сезоне на европейском первенстве в Бранденбурге добавила в послужной список две серебряные награды, добытые в полукилометровых заездах двоек и четвёрок. Тогда как на мировом первенстве в Москве одержала победу в эстафете, удостоилась бронзовой медали в двойках на пятистах метрах и серебряной медали в четвёрках на пятистах метрах.
В 2015 году на чемпионате Европы в Рачице Ная трижды была среди призёров, в том числе получила серебро в двухсотметровом зачёте двоек, золото в полукилометровом зачёте и ещё одно серебро на километре. Позже отправилась представлять страну на первых Европейских играх в Баку, где стала бронзовой призёршей среди четырёхместных байдарок на дистанции 500 метров.
За выдающиеся спортивные достижения награждена серебряным Крестом Заслуги (2013).